# Procymbopteryx
Procymbopteryx és un gènere monotípic d'arnes de la família Crambidae. Conté només una espècie, Procymbopteryx belialis, que es troba a Mèxic (Guerrero) i Arizona. La seva envergadura és de 17 mm.